# Ruta Provincial E 81 (Córdoba)
La Ruta Provincial E 81, es una breve pero importante vía de comunicación, ubicada en el oeste del departamento Santa María, en la Provincia de Córdoba, República Argentina.

Se inicia en el km 17 (aproximadamente) de la  RN 20  (más conocida como  Autopista Córdoba-Carlos Paz ) (Barrio La Perla), y finaliza en el km 20 de la misma ruta, en la comuna de Yocsina. Tiene una extensión que no alcanza los 7 km.

Su uso es variable según el sector que se considere. Por ella, se accede a la ciudad de Malagüeño, finalizando en la apacible comuna de Yocsina.

En su sector inicial y medio, posee un intenso movimiento, ya que no solo discurre por el sector céntrico de la localidad de Malagüeño, sino que por ella, circulan gran cantidad de camiones debido a que es el acceso obligado a la planta elaboradora de cales de Malagüeño.

Su sector final posee muy bajo nivel de tránsito, ya que la planta que elaboraba cemento, ubicada en esta comuna, fue desmantelada y trasladada hacia la planta de cales de Malagüeño, siendo actualmente (2023) una de las plantas elaboradoras de cal y cemento más importantes del país.

## Recorrido
|  | CONTgq | ABZq+lr | CONTfq |

|  |  | BHF |

|  |  | ABZgl | CONTfq |

|  |  | BHF |

| BAHN | RGCONTgq | SKRZ-GBUE | RGCONTfq |

|  |  | BHF |

|  | CONTgq | TEEeq |  |

|  | CONTgq | SHI4gl+lq | CONTfq |